# Ernst Wollweber
Ernst Wollweber (ur. 18 października 1898 w Hann. Münden; zm. 3 maja 1967 w Berlinie) – minister bezpieczeństwa państwowego NRD (1955–1957).
Od 1919 w KPD. Przed II wojną światową był zaangażowany w działalność sabotażową i dywersyjną z polecenia Kremla: działał przeciwko statkom dostarczającym towary do wojsk gen. Franco w Hiszpanii. Istnieją świadectwa, iż także uczestniczył w sabotażu przeciwko aliantom zachodnim we Francji w okresie m.in. wojny obronnej w Polsce we wrześniu 1939 dopóki trwał sojusz III Rzeszy w ZSRR.
W 1954 został odznaczony Orderem Zasług dla Ojczyzny.
Z powodu środków podjętych jesienią 1956 przez siły bezpieczeństwa NRD przeciwko grupom opozycyjnym popadł w konflikt z Walterem Ulbrichtem i Erichem Honeckerem. W 1957 ze względów zdrowotnych i „na własne życzenie” odszedł na emeryturę.